# Ixtapan de la Sal

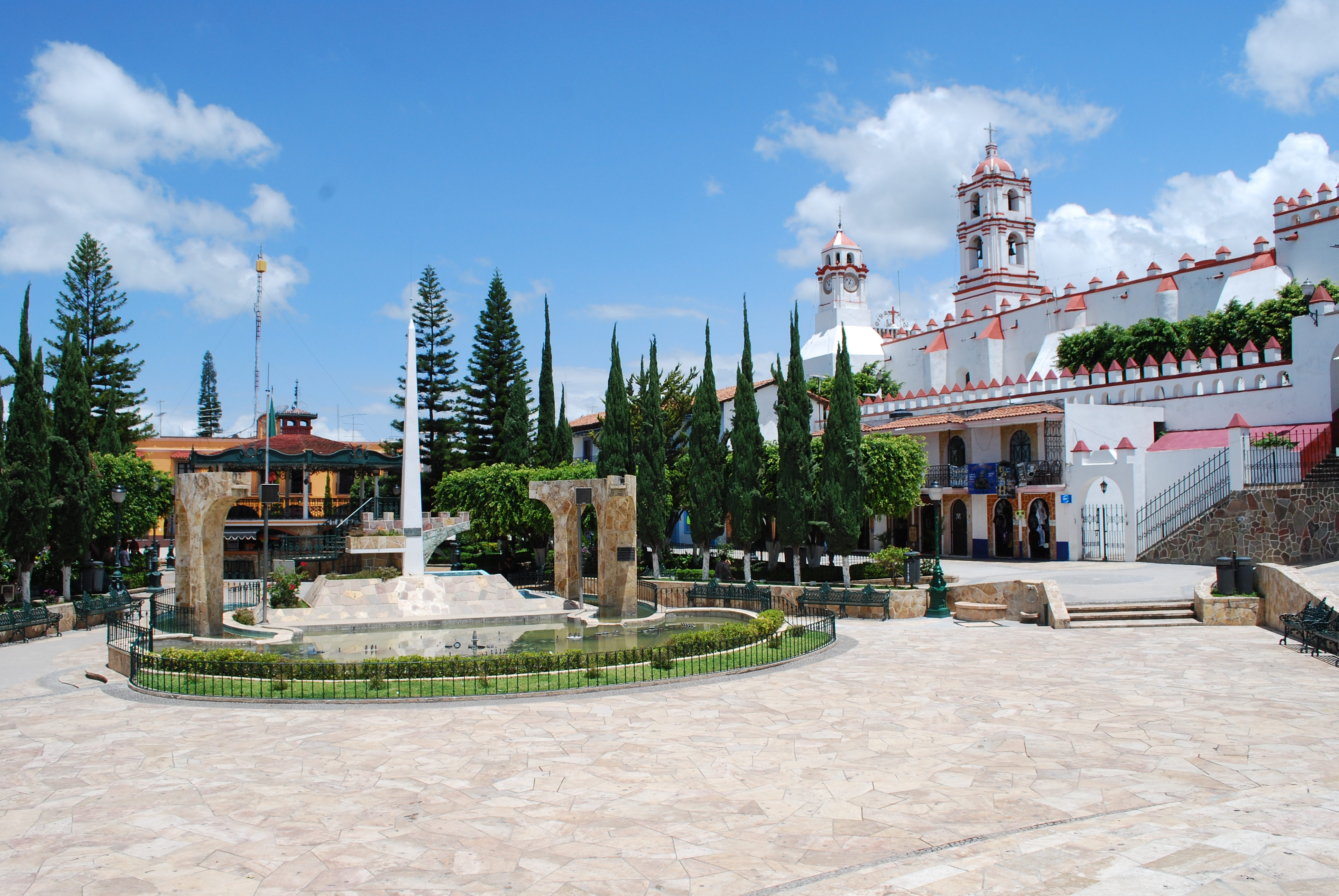
praça da cidade

Ixtapan de la Sal é um município do estado do México, no México.